# 권응수장군유물
권응수 장군 유물은 조선 중기 무신으로 임진왜란에서 공을 세운 권응수가 남긴 초상, 장검을 비롯한 유물이다. 1980년 대한민국의 보물로 지정되었고 국립진주박물관이 소장하고 있다.

## 유물
- 선무공신녹권(宣武功臣錄券)
- 권응수장군유물-권응수초상
- 태평회맹도병풍(太平會盟圖屛風)
- 권응수장군유물-장검
- 유지(有旨) 및 장군간찰(將軍簡札)
- 교지(敎旨)
- 유서(諭書)
- 각대(角帶)
- 가전보첩(家傳寶帖)